# Konstantyn Posackyj
Konstantyn Posackyj, cyrilicí Константин Посацький, též Kostjantyn Posackyj, ukrajinsky: Костянтин Посацький, byl rakouský politik rusínské (ukrajinské) národnosti z Haliče, během revolučního roku 1848 poslanec Říšského sněmu.

## Biografie
Roku 1849 se uvádí jako Konstantin Posacki, kostelní zpěvák v obci Dolyna (Dolina).
Během revolučního roku 1848 se zapojil do veřejného dění. Ve volbách roku 1848 byl zvolen i na ústavodárný Říšský sněm. Zastupoval volební obvod Rožňativ. Tehdy se uváděl coby kostelní zpěvák. Náležel ke sněmovní pravici.
Patřil mezi ukrajinské poslance.